# Матулявичюс, Дейвидас
Дейвидас Матулявичюс (лит. Deividas Matulevičius; 8 апреля 1989 Алитус, Литовская ССР) — литовский футболист, нападающий клуба «ДФК Дайнава». Выступал за сборную Литвы.

## Биография

### Клубная карьера
Воспитанник клуба «Вилкмерге». В начале карьеры играл на родине за «Интерас» (Висагинас), «Вильнюс» и за клубы низших лиг. В 2009—2010 годах играл в высшем дивизионе Польши за «Одра» (Водзислав-Слёнски), по итогам сезона 2009/10 с этим клубом вылетел из высшей лиги. В 2011 году с вильнюсским «Жальгирисом» стал серебряным призёром и лучшим бомбардиром чемпионата Литвы.
С 2012 года долгое время играл за заграничные клубы — польскую «Краковию», румынские «Пандурий» (Тыргу-Жиу) и «Ботошани», казахстанский «Тобол» (Костанай), бельгийский «Мускрон-Перювельз», шотландский «Хиберниан», финский «КуПС» (Куопио). С «Пандурием» в сезоне 2012/13 стал вице-чемпионом Румынии, с «КуПС» в 2018 году — бронзовым призёром чемпионата Финляндии. В сезоне 2018/19 играл в третьем дивизионе Румынии за «Рапид» (Бухарест) и стал победителем турнира.
В 2019 году играл в Литве за «Кауно Жальгирис», затем провёл по половине сезона в чемпионате Северной Ирландии за «Гленторан» и во втором дивизионе Румынии за «Решицу». В 2021 году вернулся в родной город и присоединился к «Дайнаве», с которой по итогам сезона вылетел из А-Лиги.

### Карьера в сборной
В составе сборной Литвы дебютировал 29 мая 2012 года в неофициальном товарищеском матче против сборной России, в котором появился на замену на 80-й минуте вместо Дарвидаса Шярнаса. Всего в 2012-2019 годах сыграл 38 матчей и забил 5 голов, также принял участие в двух неофициальных матчах сборной.

## Достижения
- Лучший бомбардир чемпионата Литвы: 2011 (19 голов)